# Jean-Baptiste Pierazzi
Jean-Baptiste Pierazzi (Ajaccio, 17 giugno 1985) è un ex calciatore francese, di ruolo centrocampista.